# Malika Sorel
Malika Sorel-Sutter (ur. 7 sierpnia 1962 w Marsylii) – francuska eseistka i polityk algierskiego pochodzenia, posłanka do Parlamentu Europejskiego X kadencji.

## Życiorys
Urodziła się we Francji w rodzinie Algierczyków. Przez kilkanaście lat mieszkała w Algierii, po czym osiedliła się na stałe we Francji. Absolwentka École nationale polytechnique w Algierze oraz Instytutu Nauk Politycznych w Paryżu.
Autorka esejów poświęconych integracji i imigracji. W swojej publicystyce krytykowała część imigrantów za ich negatywną postawę wobec przyjmującego ich kraju. Przez pewien czas popierała środowiska gaullistowskiej centroprawicy. W 2009 prezydent Nicolas Sarkozy powołał ją w skład rady do spraw integracji, w której zasiadała do czasu zniesienia tej instytucji przez lewicowy rząd po wyborach z 2012.
W 2024 związała się ze Zjednoczeniem Narodowym, otrzymując drugie miejsce na liście tej partii w wyborach europejskich. W wyniku głosowania z czerwca tegoż roku uzyskała mandat deputowanej do Europarlamentu X kadencji. W kwietniu 2025 opuściła delegację RN.

## Publikacje
- Le puzzle de l’ntégration: les pièces qui vous manquent, Éditions Mille et Une Nuits, Paryż 2007, ISBN 978-2-7555-0029-5.
- Immigration, intégration: le langage de vérité, Éditions Mille et Une Nuits, Paryż 2011, ISBN 978-2-7555-0615-0.
- Décomposition française: comment en est-on arrivé là?, Fayard, Paryż 2015, ISBN 978-2-213-67853-5.
- Les dindons de la farce, Albin Michel, Paryż 2022, ISBN 978-2-226-47396-7.

## Odznaczenia
- Legia Honorowa V klasy (2011)[9]